# Stichtplatte

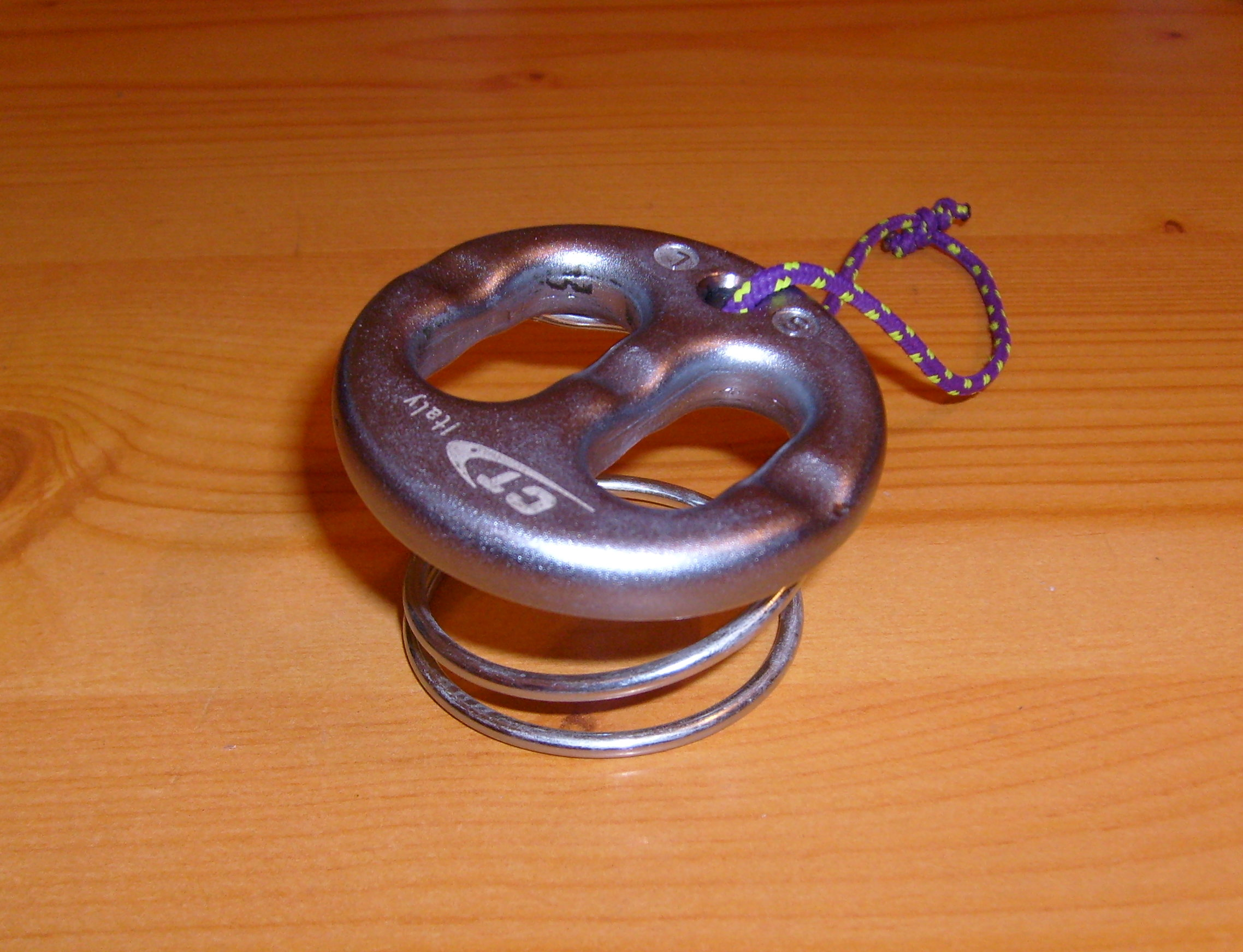
Stichtplatte mit abnehmbarer Spiralfeder des Herstellers Climbing Technology

Die Stichtplatte ist ein älteres Sicherungsgerät beim Klettern.
Die ursprüngliche Stichtplatte – auch Stichtbremse genannt – wurde von Fritz Sticht († 1988), einem fränkischen Kletterer, entwickelt. Er stellte sie 1967 erstmals der Öffentlichkeit vor und ließ sie ab 1969 von der Firma Salewa vermarkten. Sie war die erste mechanische Seilbremse und damit der Nachfolger der als Karabiner-Bremse bezeichneten Abseiltechnik. Weil diese alte Technik noch aus der Zeit vor den Schraubkarabinern stammte und mit vier normalen Karabinern mühsam eingefädelt werden musste, war die Stichtbremse ein Fortschritt. Das Gerät war sicherer und einfacher, und aus diesem Grund war es bei Bergführern sehr beliebt. Nachdem sich in den 1970er Jahren zwei tödliche Kletterunfälle in Verbindung mit der Stichtbremse als Sicherungsgerät ereignet hatten (jeweils mit Sturzzug am Stand nach unten), kam sie in weiten Teilen Europas außer Gebrauch, zumal die UIAA 1973 die von Werner Munter um 1970 gelehrte Halbmastwurfsicherung als Sicherungsmethode empfahl. Die Stichtplatte blieb in England und den USA weiter in Verwendung und bildete die Basis für die spätere Entwicklung des Tubes.
Die Renaissance der Stichtbremse in Gestalt der Magic Plate setzte ein, als Standplätze vermehrt mit sicheren Bohrhaken ausgerüstet wurden; denn bei Fixpunktsicherung hat sie den Vorteil, dass das Seil sich beim Sichern von einem oder zwei Nachsteigern selbst bekneift.
Es gibt verschiedene Ausführungen der Stichtplatte, doch alle haben gemeinsam, dass ein Plättchen mit zwei parallelen, mehrere Zentimeter langen Schlitzen versehen ist. Durch einen oder beide Schlitze werden nun Buchten der Einfach- oder Halb- und Zwillingsseile gefädelt und mit einem Schraubkarabiner vor dem Zurückrutschen gesichert.
An Stelle der Stichtplatte werden heute eher Tubes (z. B. Reversos oder ATCs), die als Weiterentwicklung gelten können, verwendet und die Stichtplatte hat kaum noch Bedeutung.